# Tormenta tropical Harvey (2011)
La tormenta tropical Harvey es un ciclón tropical  en el océano Atlántico que representó una amenaza para las costas de Honduras, Belice,  Guatemala y la península del Yucatán . Es la novena tormenta con nombre que se forman durante la temporada de huracanes en el Atlántico del 2011. "Harvey" se desarrolló a partir de una onda tropical que surgió en la costa de África. Una vez dentro de un entorno cada vez más favorable en el Caribe, la tormenta comenzó a mostrar signos de desarrollo tropical, y se estima que inició como una depresión tropical formada en las primeras horas del 19 de agosto. Continuó moviéndose sobre aguas cálidas en las cercanías de América Central, y ese mismo día el ciclón se profundizó en la tormenta tropical Harvey mientras permanecía cerca de la costa hondureña. Con posterioridad, las condiciones favorables permitieron que la organización adicional de Harvey se diera, y durante la tarde del 20 de agosto se trasladó a tierra en Belice como una tormenta tropical fuerte.

## Historia meteorológica
Harvey se originó en una onda tropical que se estima emergió de la costa de Senegal, África, a las 00:00 UTC del 11 de agosto. Varias horas después, el Centro Nacional de Huracanes (CNH) de Miami, Estados Unidos, la designó como INVEST 93L, para identificarla como área de interés de investigación por sus efectos potenciales en el desarrollo de los sistemas tropicales. Al momento de emerger sobre el Atlántico, la onda estaba acompañada de un débil centro de baja presión y sectores de convección moderada a fuerte, por lo que el CNH señaló su potencial para desarrollarse gradualmente en un ciclón tropical. La onda continuó su desplazamiento hacia el Oeste a una velocidad que oscilaba entre 25 y 30 km/h y a pesar de considerarse inicialmente la posibilidad de una ciclogénesis inmediata, la onda se volvió menos vigorosa durante los días siguientes. El 13 de agosto, la onda fue descrita como "inactiva", sin actividad significativa de tormenta o aguaceros. Al día siguiente comenzaron a redesarrollarse sectores aislados de convección y, mientras es sistema se acercaba a las Antillas Menores el 15 de agosto, se notaron signos de circulación ciclónica. En las primeras horas del 16 de agosto, la perturbación se analizaba como un sistema de baja presión entre Santa Lucía y San Vicente y una vaguada invertida que se extendía hacia el Norte y terminaba al Noroeste de las Antillas Menores.
La tormenta avanzaba hacia el Oeste a través del mar Caribe y produjo fuertes lluvias y tormentas eléctricas en las áreas cercanas, posiblemente como resultado del exceso de polvo del desierto del Sahara. El giro ciclónico de Harvey en los niveles medios de la atmósfera se volvió más pronunciado a finales del 16 de agosto y aunque aún no se evidenciaba un centro de circulación bien definido, las condiciones generales se volvían cada vez más favorables para el desarrollo potencial de un sistema tropical.
Con la creciente organización de Harvey y el cumplimiento del pronóstico del CNH, se asignó una alta probabilidad de que la onda de convertirse en un ciclón tropical en las siguientes 48 horas. El 18 de agosto la presión barométrica comenzó a descender en torno al sistema por primera vez, un indicador de que un centro de baja presión había comenzado a formarse en superficie. Un patrón de circulación se hizo notorio en los niveles bajos de la atmósfera y se ubicó el centro del sistema a unos 160 km al estenoreste del cabo Gracias a Dios. A las 3:00 UTC del 19 de agosto, el sistema se designó como la Depresión tropical Ocho, con vientos máximos sostenidos de 55 km/h y una presión mínima de 1006 hPa.
En la mañana de ese mismo día, un avión de reconocimiento de los Cazadores de huracanes encontró un centro de circulación bien definido, con un leve corrimiento hacia el Noreste de lo que se había estimado originalmente. Los datos recogidos arrojaron resultados que permitieron suponer que la depresión se hallaba apenas por debajo de la intensidad de tormenta tropical (<63 km/h), lo que permitió ajustar los pronósticos, que ahora preveían que el sistema estaría más tiempo sobre el mar. Por consiguiente, era posible una mayor intensificación del sistema. Al verse empujado por un área de alta presión ubicado sobre el golfo de México, el ciclón mantuvo su curso hacia el oeste, con un viraje hacia el oesnoroeste. La depresión alcanzó intensidad de tormenta tropical esa misma tarde y se le nombró Harvey en un aviso intermedio de las 18:00 UTC. Harvey continuó fortaleciéndose, con una mejor apariencia en las imágenes satelitales, que a su vez mostraban un buen outflow en el sector noroeste del sistema.

## Preparativos e impacto

### Mar Caribe
La perturbación meteorológica precursora de Harvey produjo condiciones de aguaceros y ráfagas en gran parte de las Antillas Menores. Coincidentemente con la estación lluviosa, que se extiende de julio a octubre y se caracteriza por frecuentes ondas tropicales, la perturbación causó intensas lluvias sobre la isla de Guadalupe. Los totales oscilaron entre los 50 y 75 mm, con máximas que rondaron los 250 mm en las inmediaciones de Basse-Terre. Las condiciones adversas comenzaron a sentirse en la isla hacia el 15 de agosto y finalizaron el 18.
Una intensa tormenta asociada a la tormenta en desarrollo pasó sobre Saint Croix el 16 de agosto, generando un breve lapso de chaparrones intensos y vientos fuertes. El aeropuerto de Rohlsen registró ráfagas de hasta 76 km/h; simultáneamente, se registraban ráfagas de 80 km/h en Salt River Bay. Al menos un árbol fue derribado y varias líneas eléctricas cortadas, aunque el servicio eléctrico fue rápidamente repuesto. Aunque se iniciaron alertas en la isla, la brevedad de la tormenta impidió la acumulación de precipitación. Apenas se registraron 13 mm en Saint Croix, mientras que en la vecina Saint Thomas solo trazas.
El sistema rozó Puerto Rico mientras se desplazaba al Sur, sacudiendo sectores de la isla con fuertes vientos. Las ráfagas registradas alcanzaron los 97 km/h, aunque los vientos sostenidos fueron mucho menores. Se registraron algunos daños provocados por una fuerte explosión de vientos, en un fenómeno cuya severidad se comparó con la de un tornado. Se reportaron aguaceros aislados y actividad de tormenta en algunas partes de la República Dominicana, donde se advirtió a los residentes del potencial peligro de inundaciones repentinas y deslizamiento de lodo, junto con anegamiento de ríos.

### América Central y México
Al llevar Harvey dirección oeste, se emitieron avisos para la costa norte de Honduras y la costa atlántica de Guatemala. Se extendieron advertencias para la costa de Belice, la costa suroriental de la península de Yucatán y los departamentos hondureños de Islas de la Bahía, Yoro, Olancho, Gracias a Dios, Atlántida y Cortés. Se acondicionaron refugios como medida preventiva en caso de evacuación. A medida que las bandas externas del ciclón comenzaron a causar intensas precipitaciones, las autoridades emitieron una alerta naranja para las áreas de alto riesgo, mientras que en el resto de la nación se mantenía una alerta amarilla.